# Attirance envers les personnes transgenres

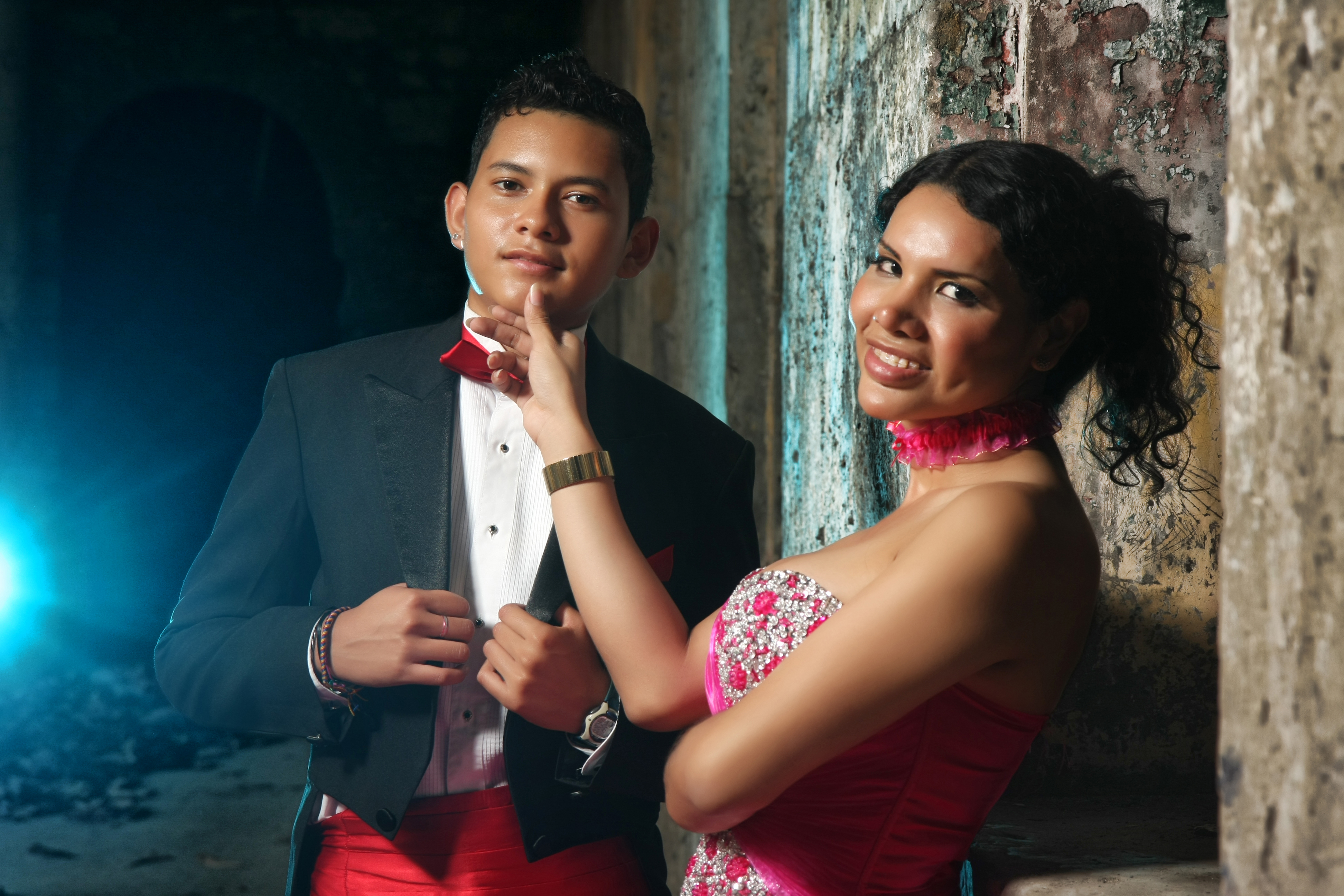
Couple d'un homme et d'une femme trans, Nicolás Guamanquispe et Diane Rodríguez.

 (22 février 2025).
L'attirance envers les personnes transgenres est une attirance sexuelle envers les personnes transgenres. Il peut s'agir d'une attirance occasionnelle ou non. Les individus caractérisés par cette attirance pour les personnes transgenres peuvent être hétérosexuels, homosexuels, bisexuels, polysexuels, pansexuels, omnisexuels, pomosexuels, unlabeled, abrosexuels et encore d'autre orientation sexuelle et/ou romantique.
Les personnes cisgenres qui se disent être exclusivement attirées par les personnes transgenres sont parfois vues, par les personnes concernées, comme ayant des attirances fétichisantes et objectifiantes envers les personnes trans, qui se retrouvent, dans certains cas, réduites à leur corps et non considérées comme des personnes à part entière. Ils sont qualifiés de « chaser » dans l'argot communautaire trans.
Les personnes transgenres qui sont attirées par d'autres personnes transgenres (de manière exclusive ou non) peuvent faire le choix d'entrer en relation uniquement ou en priorité entre elles, pratique appelée « T4T » (« Trans for Trans »), par précaution ou préférence.[pertinence contestée]

## Terminologie
Il y a une grande variété de termes pour caractériser les personnes attirées par les personnes transgenres, termes utilisés par les communautés transgenres et universitaires. En anglais, ces termes incluent notamment « admirer, transfan, tammyfan, trans* catcher, trans* érotique, transsensuel, tranny chaser, chaser »; ces derniers étant péjoratifs.
Le terme « tranny chaser » (« chasseur de transsexuel ») était à l'origine et demeure principalement utilisé en anglais pour décrire les hommes sexuellement intéressés par les femmes trans ; il est maintenant aussi utilisé par certains hommes trans.
En anglais, des termes moins péjoratifs que « chaser » tels que « transamoureux » et « transsensuel » ont aussi émergés, mais ils bénéficient d'un usage moindre.

### Termes académiques
Les sexologues ont créé un certain nombre de termes pour décrire l'attirance préférentielle pour les personnes transgenres. John Money et Malgorzata Lamacz ont proposé le terme gynémimétophilie en rapport à la préférence sexuelle pour les hommes assignés comme tels à la naissance qui ressemblent, agissent comme, ou sont des femmes, y compris les hommes et les femmes trans ou travestis. Ils ont aussi proposé le terme andromimétophilie pour décrire l'attirance sexuelle pour les personnes assignées femmes à la naissance qui ressemblent, agissent comme ou sont des hommes.
Ray Blanchard et Peter Collins ont proposé le terme gynandromorphophilie, alors que Martin S. Weinberg et Colin J. Williams ont proposé le terme men sexually interested in transwomen (MSTW) (littéralement « hommes sexuellement intéressés par les femmes trans ») pour décrire le phénomène chez les hommes.

## Aspects sociaux
Dans Diary of a Drag Queen, Daniel Harris décrit quatre types d'hommes intéressés par lui quand il était travesti : les hommes hétérosexuels qui voulaient des services oraux d'une autre homme ; les homosexuels qui étaient seulement intéressés par ses organes génitaux ; d'autres travestis ; et des hommes qui ont été intrigués par le mélange de masculinité et de féminité qu'il représentait.
Dans Manifeste d'une femme trans (en), Julia Serano fait la distinction entre les expériences sexualisantes lorsqu'elle est perçue comme une femme transgenre et comme une femme cisgenre. Lorsqu'elle est perçue comme une femme transgenre, Serano rapporte des expériences intrusives, telles que des hommes qui s'engagent immédiatement dans une conversation sur leurs fantasmes ou désirs sexuels. Selon l'autrice, la sexualisation des femmes transgenres découle d’une hypothèse de base erronée : les femmes transgenres entreprendraient un parcours de transition afin d’être plus attirantes pour les hommes (cisgenres et hétérosexuels). Cette hypothèse présuppose que les femmes transgenres subissent une intervention chirurgicale d’affirmation de genre (par exemple une vaginoplastie), afin de faciliter les relations hétérosexuelles avec les hommes et non pour affirmer leur identité. Cette perspective prive les hommes de la responsabilité de leurs actions inappropriées et non sollicitées et blâme les femmes transgenres qui « l'avaient prévu ». Elle essentialise également le corps des femmes trans, alors que certaines sont opérées génitalement, d'autres non. Selon Julia Serano, il y là une dynamique de pouvoir, les corps des femmes transgenres étant alors réduites à être des objets de consommation sexuelle pour les hommes.
Une étude réalisée par Don Operari, Jennifer Burton, Kristen Underhill et Jae M Sevelius a exploré les tendances des hommes cisgenres ayant des rapports sexuels avec des femmes trans. Selon les études, 73 % à 92 % d'entre eux ont identifié leur orientation sexuelle comme étant hétérosexuelle ou bisexuelle. La littérature souligne d'ailleurs que le comportement sexuel et l'attirance sexuelle ne coïncident pas toujours. Certains hommes gynandromorphophiles décrivent une attirance interpersonnelle envers une partenaire trans spécifique sans contextualiser l'attirance en termes physiques ou érotiques pour les personnes trans de façon générale. D'autres tendances ont été notées, comme celle d'être attiré par ce que les femmes trans représenteraient[Pour qui ?] (un défi pour le mâle traditionnel/dichotomie femme) ou encore l'obsession marquée pour le corps trans (souvent lorsqu'il est non opéré génitalement) et l'apparence.
Une orientation sexuelle ou une préférence sexuelle peut donc s'appuyer sur une forme de fétichisme ou de paraphilie. Lorsque le fétichisme est utilisé en référence à une attirance envers les personnes transgenres, le fétichisme se réfère spécifiquement à l'investissement sexuel dans la transidentité (c'est-à-dire le corps, l'identité, le statut, etc.) en tant qu'objet sexuel plutôt que dans l'individu. Par exemple, un homme hétérosexuel (orientation sexuelle) peut être excité uniquement dans le cas de caractéristiques physiques particulières spécifiques à certaines femmes trans, comme la combinaison de seins et d'un pénis (fétichisme). Si la littérature traitant du fétichisme des personnes transgenres est rare, la perspective adoptée est principalement axée sur la fétichisation considérée comme une forme d'objectivation sexuelle des femmes transgenres ou une attirance sexuelle pour les identités transgenres.
Dans l'étude menée notamment par Annalisa Anzani, portant sur la fétichisation des personnes transgenres, les participants trans ont décrit une tension entre l'orientation sexuelle des personnes attirées par eux et leur propre genre et orientation sexuelle. En particulier, les hommes trans ont décrit avoir été fétichisés par des hommes qui s'identifiaient comme hétérosexuels. Selon l'auteur, en ayant des relations sexuelles avec des hommes trans, « les hommes hétérosexuels croient pouvoir avoir des relations sexuelles avec d’autres hommes sans renier leur identité hétérosexuelle ». Le fait que certains hommes trans puissent avoir un vagin serait, selon leur interprétation, la justification qui leur permet de se qualifier encore d'hétérosexuels.
Une étude utilisant la pléthysmographie pénienne a démontré que les motifs d'excitation génitale et subjective des hommes attirés par les femmes trans seraient semblables à ceux des hommes hétérosexuels, et différentes de celles des hommes gays. L'étude a montré que ces hommes, également connus comme gynandromorphophiles, sont fortement excités par des stimuli féminins, mais faiblement, voire pas du tout, par des stimuli masculins. Ils diffèrent des deux hommes hétérosexuels et homosexuels cependant, leur forte attirance pour les stimuli pour les femmes trans provoque autant d'excitation pour les sujets gynandromorphophilies que pour les stimuli féminins. L'étude a également constaté que l'autogynéphilie est fréquente chez les gynandromorphophiles, avec 42 % d'entre eux qui ont un score supérieur à 1 point sur un questionnaire mesurant l'excitation autogynéphile, comparativement aux 12 % des hommes hétérosexuels et au 0 % des hommes gays. Dans l'échantillon, 41,7 % des gynandromorphophiles ont été identifiés comme bisexuels, et le reste comme étant hétérosexuels. Les bisexuels gyandromorphophiles ne présentaient pas plus d'excitation face aux stimuli masculins que leurs homologues hétérosexuels, cependant, ils se distinguaient par leur niveau significativement plus élevé d'excitation autogynéphile.

## Points de vue académiques
Certains universitaires[Lesquels ?] caractérisent l'attirance pour les personnes transgenres comme constituant un diagnostic médical devant être pris en compte ou comme un type de paraphilie.
D'autres auteurs voient dans le concept d'attirance envers les personnes trans une possibilité de basculer dans le fétichisme des personnes transgenres. Annalisa Anzan et d'autres chercheurs expliquent que, dans le cas où l'attirance pour les personnes transgenres va de pair avec leur sexualisation, cela peut participer à amener les personnes concernées à de la détresse psychologique, en raison des facteurs de stress quotidiens et de la discrimination auxquels elles sont exposées en raison de leur identité minoritaire, et particulièrement à cause de la peur et/ou de l'attente du rejet. Ils expliquent également que la fétichisation peut être perçue de manière positive ou négative par les personnes trans. D'une part, les personnes qui utilisent des plateformes de rencontres dédiées à des fetish spécifiques peuvent interpréter la fétichisation de manière plus positive, plutôt comme une forme de désir sexuel et non pas d'objectivisation. D'autre part, les personnes qui utilisent des applications pour rechercher des amis ou des partenaires romantiques mais qui reçoivent à la place des messages d'objectivation sexuelle peuvent être lésées par la même expérience. Pour ces chercheurs, le problème ne vient pas de l’attirance pour une personne trans, mais bien quand la personne est considérée « uniquement comme un objet sexuel et déshumanisée ».
Des chercheurs affirment que la stigmatisation de l'attirance pour les personnes transgenres peut dénier les identités et sexualités transgenres, et font valoir que ces attirances devraient être déstigmatisées. Selon Avery Brooks Tompkins, la peur de passer pour une personne fétichisant les identités trans peut empêcher les individus cisgenres de parler ouvertement de leur attirance pour les personnes transgenres dans les espaces publics et en ligne, ce qui en ferait un tabou. Cette analyse n’examine pas directement l’expérience des individus trans, mais centre l’expérience sur leurs partenaires cisgenres.

## Pornographie
Le matériel érotique créé pour les personnes attirées par les hommes trans est devenu plus visible au début du XXIe siècle ; une de ses figures de proue est l'acteur pornographique Buck Angel.